# جنيفر غرين
جنيفر غرين (بالإنجليزية: Jennifer Green)‏ هي مغنية أمريكية، ولدت في 1987.

## وصلات خارجية
- جنيفر غرين على موقع ميوزك برينز (الإنجليزية)
- جنيفر غرين على موقع ديسكوغز (الإنجليزية)